# Единадесета артилерийска бригада
Единадесета артилерийска бригада е българска артилерийска бригада формирана през 1916 година и взела участие в Първата световна война (1915 – 1918).

## История
Единадесета артилерийска бригада е формирана на 10 февруари 1916 г., като в състава ѝ влизат 21-ви артилерийски полк и 22-ви артилерийски полк. За командир на бригадата е назначен полковник Константин Венедиков.
Единадесета артилерийска бригада е разформирана през 1919 г.

## Командири
Званията са към датата на заемане на длъжността.
| №  | звание    | име                  | дати                 |
| -- | --------- | -------------------- | -------------------- |
| 1. | Полковник | Константин Венедиков | Първа световна война |